# Vedrina
Vedrina (bulgariska: Ведрина) är ett distrikt i Bulgarien.   Det ligger i kommunen Obsjtina Dobritj-Selska och regionen Dobritj, i den östra delen av landet, 400 km öster om huvudstaden Sofia.
Trakten runt Vedrina består till största delen av jordbruksmark. Runt Vedrina är det ganska tätbefolkat, med 67 invånare per kvadratkilometer.